# Тарасовы (купцы)
Тарасовы (Торосяны) — русская купеческая династия армянского происхождения, из группы черкесогаев. После переезда с Кавказа некоторые её члены стали московскими миллионерами.

## Происхождение
Происходили из черкесских армян — черкесогаев («горских» или «закубанских» армян, христиан по вероисповеданию, которые в историческое время переселились на Кавказ и долгое время жили среди горцев-черкесов, что оказало влияние на их уклад и обычаи). Черкесогаи носили черкески с газырями, папахи, кинжалы в серебряных ножнах, питались мясом и молочными продуктами. При этом они сохранили свою религию и не соблюдали те горские адаты, которые противоречили христианству. При этом иногда они, по воспоминанию Анри Труайя, поминали и Аллаха.

## История
Жившие среди черкесов представители рода смогли возвыситься и проявить себя с приходом русских на Кавказ и, особенно, строительством железной дороги, соединившей Владикавказ с центральными губерниями России. В связи с этим событием стал активно развиваться Армавир, где открывались магазины и склады, а в 1839 году открыл свою лавку Аслан Торосян (Торос). У Аслана были сыновья Иван, Михаил, Александр, Лазарь и Гавриил. Фамилия его и потомков была русифицирована и Торосяны превратились в Тарасовых. Вскоре они имели сеть складов и магазинов в Армавире, Екатеринодаре, Симферополе, Ставрополе и Астрахани.
В 1875 году у Тарасовых уже была ватная фабрика в Армавире. В 1913 году сумма годового дохода с неё составляла 400 000 рублей. «Товарищество мануфактур братьев Тарасовых» было одним из крупнейших на Северном Кавказе. С 1903 года его правление находилось в Москве.
В 1902 году братья Тарасовы удостоились золотой медали на выставке, устроенной Кубанским экономическим обществом. Подконтрольный Тарасовым Северо-Кавказский банк субсидировал строительство Армавир-Туапсинской железной дороги. Переезд Тарасовых в Москву Пётр Щукин связывал с возникшими на Кавказе беспорядками. По его словам, ранее Москва знала только одного богатого армянина, Ивана Степановича Ананова, теперь же во вторую столицу Российской империи переехали несколько армян-миллионеров.
Переехавшая в Москву часть Тарасовых сначала жила скромно, снимая наёмные квартиры и путешествуя в третьем классе, возможно, скрывая свои капиталы, но затем пополнила ряды первой купеческой гильдии. Александр и Гавриил Асланович Тарасовы выстроили себе особняки. Купцы владели домами и в Москве, и в Екатеринодаре, и в Армавире. К началу XX века Тарасовы вошли в число богатейших российских фамилий. Гавриил Тарасов стал крупным предпринимателем и филантропом, дом которого до сих пор украшает столицу. Николай Лазаревич Тарасов, обладавший тонким художественным вкусом и унаследовавший огромное состояние, покончивший с собой в возрасте 28 лет, спас от разорения театр МХТ.
Представители рода занимались торговлей, производством (фабрики и мануфактуры), владели гостиницами и недвижимостью, были крупными землевладельцами на Кавказе. Некоторые из них стали благотворителями и покровителями искусств.
После революции Тарасовы эмигрировали из России, выехав из Новороссийска через Константинополь в Венецию и осев, в итоге, в Париже. Им удалось вывезти заграницу некоторое количество драгоценностей и дать детям образование. Анри Труайя, урождённый Лев Асланович Тарасов, родившийся ещё в Российской империи, стал французским романистом и академиком.

## Представители
- Аслан Тарасов (Торосян) (ум. 1857) — армавирский купец, основатель династии.
  - Тарасов, Иван Асланович — оптовый торговец, домовладелец.
    - Тарасов, Пётр Иванович — оптовый торговец.

  - Тарасов, Михаил Асланович — армавирский купец, владелец дома в Хлебном переулке.
    - Тарасов, Артемий Михайлович (Маркович) — армавирский купец, торговец бакалеей и гастрономией.
      - Тарасов, Михаил Артёмович (представитель рода со слов сына) — фотожурналист.
        - Тарасов, Артём Михайлович (1950—2017) — первый советский миллионер.
          - Тарасов, Филипп Артёмович (род. 1989) — предприниматель.

  - Тарасов, Александр Асланович (1843—1916) — домовладелец и председатель Северо-Кавказского банка.
    - Тарасов, Аслан Александрович (1874—1967) — промышленник.
      - Тарасова, Ольга Аслановна (1902—1982) — американская балерина.
      - Тарасов, Александр Асланович (род. 1907)
      - Тарасов, Лев Асланович (1911—2007) — французский писатель.

  - Тарасов, Лазарь Асланович (ум. 1906) — предприниматель.
    - Тарасов, Николай Лазаревич (1882—1910) — меценат, покровитель театра, покончил с собой в 28 лет.

  - Тарасов, Гавриил Асланович (ум. 1911) — предприниматель, меценат.
    - Тарасов, Георгий Гавриилович
    - Тарасов, Саркис Гавриилович